# Virásana

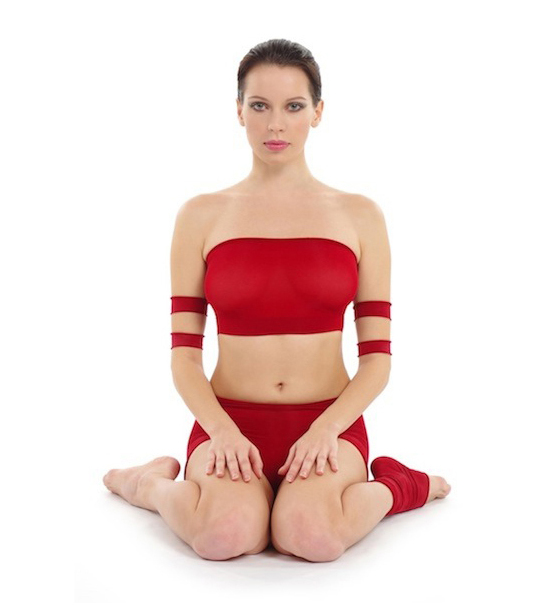
Virásana

Virásana (वीरासन) neboli hrdina je jedna z ásan. Poloha vhodná pro vzpružení a relaxaci nohou při únavě, lze ji využít i jako meditační sed.

## Etymologie
Vira znamená muž, šéf, hrdina a ásana sezení.

## Popis
Virasana je základní sedící ásana. Jedna z variant je, kdy sedíme přímo na patách, vpředu kolena jsou u sebe. Jiná varianta je, kdy paty jsou vedle pánevních kostí. Pokud bolí kolena je možné je podložit dekou, polštářem, ručník je možné vložit do ohybu kolen, případně na něj si sednout. Z této polohy je možné jít do předklonu, různých rotací páteře, posilovat ramena v upažení.